# Čaplje
Čaplje (znanstveno ime Ardeidae) so družina ptic iz reda močvirnikov, v katero uvrščamo 75 danes živečih vrst. V splošnem so to razmeroma veliki ptiči z dolgimi nogami, dolgim vratom in dolgim kljunom, ki živijo ob sladkovodnih telesih in močvirjih, kjer plenijo manjše živali na tleh ali v plitvinah. Na prvi pogled lahko spominjajo na druge večje ptice, kot so štorklje, ibisi in žerjavi, od katerih se najenostavneje ločijo po tem, da letijo z vratom, zvitim v obliki črke S (ostale letijo z zravnanim vratom).
Največja vrsta, orjaška čaplja (Ardea goliath), doseže več kot meter in pol v dolžino, najmanjša pa je čapljica z manj kot 30 cm. Dolg vrat so sposobne zviti na račun prilagojenih vratnih vretenc, ki jih imajo 20–21. Predvsem je to opazno v letu, za razliko od velike večine drugih dolgovratih ptic. Tudi kljun je dolg in ozek, razen pri čolnarici (Cochlearius cochlearius). V letu so poleg tega opazne še dolge noge, katerih konice in stopala molijo izza repa.

## Taksonomija
Analize okostij, predvsem lobanj, so sprva nakazovale, da bi lahko družino Ardeidae (čaplje) razdelili na dve skupini: dnevno aktivne vrste ter nočno aktivne vrste, kamor so uvrščali tudi bobnarice (Botaurinae). Vendar so DNK raziskave in dodatne morfološke analize kosti trupa in okončin, to dvodelno razvrstitev ovrgle. Podobnosti v morfologiji lobanje pri določenih vrstah čapelj niso rezultat sorodnosti, temveč posledica konvergentne evolucije , saj so se prilagodile na različne izzive dnevnega ali nočnega prehranjevanja. Danes velja, da lahko ločimo tri glavne skupine čapelj,:
- »tigraste« čaplje in čolnarica
- bobnarice
- »prave« čaplje

Klasifikacija številnih vrst je težavna in med ornitologi še ni enotnega mnenja niti o razmerjih med rodovi. Položaj nekaterih rodov (npr. Butorides ali Syrigma) je trenutno nejasen, saj so dosedanje molekularne študije temeljile le na omejenem številu proučevanih vrst. Zlasti znotraj poddružine Ardeinae so medsebojne sorodstvene povezave še slabo razjasnjene. Zato je sistematska razvrstitev, kot je predstavljena trenutno, začasna in odprta za spremembe.
Študija iz leta 2008 je pokazala, da ta družina spada v red močvirnikov (Pelecaniformes). Kot odziv na ta spoznanja je Mednarodni ornitološki kongres  prerazvrstil družino čapelj (Ardeidae) in njihovo sestrsko skupino ibisi (Threskiornithidae) iz dotedanjega reda Ciconiiformes v red Pelecaniformes.
Od avgusta 2024 seznam IOC vključuje 75 vrst čapelj, razdeljenih v 18 rodov.
- Poddružina Tigriornithinae
  - Rod Taphophoyx (fosil, pozni miocen, okrožje Levy, Florida)
  - Rod Tigrisoma – tipične tigraste čaplje (tri vrste)
  - Rod Tigriornis – belokresta tigrasta čaplja
- Poddružina Cochleariinae
  - Rod Cochlearius – čolnarica
- Poddružina Agamiinae
  - Rod Agamia – agami čaplja
- Poddružina Botaurinae
  - Rod Zebrilus – cik-cak čaplja
  - Rod Botaurus – bobnarica (14 vrst, ena nedavno izumrla; vključuje vrste prej uvrščene v Ixobrychus)
  - Rod Pikaihao – fosil (zgodnji miocen, Otago, Nova Zelandija)
- Poddružina Ardeinae
  - Rod Zeltornis fosil (zgodnji miocen, Djebel Zelten, Libija)
  - Rod Nycticorax – tipične nočne čaplje (dve živeči vrsti, štiri nedavno izumrle; včasih vključuje tudi Nyctanassa)
  - Rod Nyctanassa – ameriške nočne čaplje (ena živa vrsta, ena nedavno izumrla)
  - Rod Gorsachius – azijske in afriške nočne čaplje (štiri vrste)
  - Rod Butorides – zelenokljune čaplje (štiri vrste; včasih vključene Ardea)
  - Rod Pilherodius – čaplja z »čepico«
  - Rod Zonerodius – gozdna bobnarica
  - Rod Ardeola – močvirske čaplje (šest vrst)
  - Rod Bubulcus – kravje čaplje (ena ali dve vrsti; včasih vključene v Ardea)
  - Rod Proardea fosil
  - Rod Ardea – tipske čaplje (16 vrst)
  - Rod Syrigma – žvižgajoča čaplja
  - Rod Egretta –  bela čaplja (7–13 vrst)
  - Rod nedoločen
    - čaplja Velikonočnih otokov, Ardeidae gen. et sp. indet. (prazgodovinska)

Fosilne čaplje z nejasno taksonomsko umestitvijo
- "Anas" basaltica (pozni oligocen, Varnsdorf, Češka)
- Ardeagradis
- Proardeola – morda ista vrsta kot Proardea
- Matuku (zgodnji miocen, Otago, Nova Zelandija)

## Opis
Čaplje so srednje do velike ptice z dolgimi nogami in vratom. Po velikosti kažejo zelo majhen spolni dimorfizem. Najmanjša vrsta se običajno šteje za pritlikavo grenčico (Ixobrychus sturmii)), ki v dolžino meri 25–30 cm, čeprav so vse vrste v rodu Ixobrychus majhne in se mnoge po velikosti na široko prekrivajo. Največja vrsta čaplje je orjaška čaplja (Ardea goliath), ki doseže višino do 152 cm. Vratovi se zaradi spremenjene oblike vratnih vretenc, ki jih imajo 20–21, lahko zvijajo v obliki črke S. Za razliko od večine drugih ptic z dolgim vratom se lahko vrat umakne in razširi in se med letom umakne. Vrat je pri dnevnih čapljah daljši kot pri nočnih čapljah in grenčicah. Noge so dolge in močne in so skoraj pri vseh vrstah neoperjene od spodnjega dela golenice (izjema je cik-cak čaplja (Zebrilus undulatus)). Med letom noge in stopala držijo nazaj. Noge čapelj imajo dolge, tanke prste, s tremi naprej obrnjenimi in enim nazaj.
Kljun je na splošno dolg in podoben harpuni. Lahko se razlikuje od zelo drobnega, kot pri čaplji agami (Agamia agami), do debelega, kot pri sivi čaplji. Najbolj netipičen kljun ima čolnokljuna čaplja (Cochlearius cochlearius), ki ima širok in debel kljun. Kljun in drugi goli deli telesa so običajno rumene, črne ali rjave barve, čeprav se to med gnezditveno sezono lahko spreminja. Peruti so široke in dolge, z 10 ali 11 glavnimi peresi (čolnokljuna čaplja ima samo devet), 15–20 sekundarnimi in 12 retricnimi (10 pri grenčicah). Perje čapelj je mehko, običajno modro, črno, rjavo, sivo ali belo in je pogosto lahko presenetljivo zapleteno. Med dnevnimi čapljami je opazen majhen spolni dimorfizem v perju (razen pri ribniških čapljah (Ardeola)); pri nočnih čapljah in manjših čapljah so razlike med spoloma pravilo. Mnoge vrste imajo tudi različne barvne oblike. Pri pacifiški grebenski čaplji (Egretta sacra) obstajajo temne in svetle barvne oblike, odstotek vsake oblike pa se geografsko spreminja. Bele se pojavljajo samo na območjih s koralnimi plažami.

## Razširjenost in življenjski prostor
Čaplje so zelo razširjena družina s svetovljansko razširjenostjo. Obstajajo na vseh celinah razen na Antarktiki in so prisotne v večini habitatov, razen v najhladnejših skrajnih delih Arktike, izjemno visokih gorah in najbolj suhih puščavah. Skoraj vse vrste so povezane z vodo; so v bistvu neplavalne vodne ptice, ki se hranijo na obrobju jezer, rek, močvirij, ribnikov in morja. Najdemo jih predvsem v nižinskih območjih, čeprav nekatere vrste živijo v alpskih območjih, večina vrst pa v tropih.
Čaplje so zelo mobilna družina, pri čemer je večina vrst vsaj delno selivk; na primer, siva čaplja je v Veliki Britaniji večinoma gnezdeča, v Skandinaviji pa se večinoma seli. Ptice so še posebej nagnjene k velikemu razpršenju po gnezdenju, vendar pred letno selitvijo, kjer je vrsta kolonialna, iščejo nova prehranjevalna območja in zmanjšujejo pritiske na prehranjevalna območja v bližini kolonije. Selitev se običajno zgodi ponoči, običajno kot posamezniki ali v manjših skupinah.

## Vedenje in ekologija

### Prehrana
Čaplje so mesojede. Člani te družine so večinoma povezani z mokrišči in vodo ter se hranijo z različnimi živimi vodnimi živalmi. Njihova prehrana vključuje veliko različnih vodnih živali, vključno z ribami, plazilci, dvoživkami, raki, mehkužci in vodnimi žuželkami. Posamezne vrste so lahko splošne ali specializirane za določene vrste plena, kot je rumena nočna čaplja (Nyctanassa violacea), ki je specializirana za rake. Številne vrste si oportunistično privoščijo tudi večji plen, med drugim ptice in ptičja jajca, glodavce in redkeje mrhovino. Še redkeje so poročali o čapljah, ki jedo želod, grah in žitarice, vendar večino rastlinskih snovi zaužijejo po naključju.
Najpogostejša tehnika lova je, da ptica nepremično stoji na robu plitve vode ali stoji v njej in čaka, da se plen približa dosegu. Ptice lahko to storijo bodisi v pokončnem položaju, kar jim daje širše vidno polje za opazovanje plena, bodisi v sključenem položaju, ki je bolj skrivnosten in pomeni, da je kljun bližje plenu, ko ga najdejo. Ko zagleda plen, glavo premika z ene strani na drugo, da lahko čaplja izračuna položaj plena v vodi in kompenzira lom, nato pa z kljunom prebode plen.
Poleg sedenja in čakanja se lahko čaplje bolj aktivno prehranjujejo. Lahko hodijo počasi, približno ali manj kot 60 korakov na minuto, in zgrabijo plen, ko ga opazijo. Druge oblike aktivnega hranjenja vključujejo mešanje nog in tipanje, kjer se noge uporabljajo za izpiranje skritega plena. Krila se lahko uporabljajo, da prestrašijo plen (ali ga morda pritegnejo v senco) ali zmanjšajo bleščanje; najekstremnejši primer tega je črna čaplja (Egretta ardesiaca), ki tvori polno krošnjo s perutmi nad telesom.
Nekatere vrste čapelj, kot sta mala bela čaplja in siva čaplja, so bile dokumentirane z uporabo vab, da bi zvabile plen na dosegljivo razdaljo. Čaplje lahko uporabijo predmete, ki so že na svojem mestu, ali pa aktivno dodajajo predmete v vodo, da bi privabile ribe, kot je Fundulus diaphanus. Uporabljeni predmeti so lahko umetni, kot je kruh; alternativno pa so progaste zelene čaplje (Butorides striata) v Amazoniji večkrat opazovali, kako odvržejo semena, žuželke, rože in liste v vodo, da bi lovile ribe.
Tri vrste, črnoglava čaplja (Ardea melanocephala), žvižgajoča čaplja (Syrigma sibilatrix) in zlasti kravja čaplja (Bubulcus ibis), so manj vezane na vodna okolja in se lahko prehranjujejo daleč stran od vode. Kravje čaplje izboljšajo svoj uspeh pri iskanju hrane tako, da sledijo velikim živalim na paši in lovijo žuželke, ki jih povzroči njihovo gibanje. Ena študija je pokazala, da se je uspešnost ujetja plena povečala za 3,6-krat v primerjavi s samotnim iskanjem hrane.

### Vzreja
Medtem ko ima družina vrsto strategij vzreje, so čaplje na splošno monogamne in večinoma kolonialne. Večina dnevnih in nočnih čapelj je kolonialnih ali deloma kolonialnih, odvisno od okoliščin, medtem ko grenčice in golovrate tigraste čaplje večinoma gnezdijo samotarke. Kolonije lahko vsebujejo več vrst, pa tudi druge vrste vodnih ptic. V študiji o malih in kravjih čapljah v Indiji je večina kolonij, ki so bile pregledane, vsebovala obe vrsti. Gnezdenje je pri zmernih vrstah sezonsko; pri tropskih vrstah je lahko sezonska (pogosto sovpada z deževno dobo) ali celo leto. Tudi pri celoletnih rejcih se intenzivnost gnezdenja skozi leto spreminja. Tropske čaplje imajo običajno samo eno sezono gnezdenja na leto, za razliko od nekaterih drugih tropskih ptic, ki lahko vzredijo do tri zarode na leto.
Dvorjenje običajno poteka v gnezdu. Prvi prispejo samci in začnejo graditi gnezdo, kjer se pokažejo, da bi privabili samice. Med dvorjenjem samec uporablja predstavo in uporablja perje za erektilni vrat; predel vratu lahko nabrekne. Samica tvega agresiven napad, če se približa prezgodaj in bo morda morala čakati do štiri dni. Pri kolonialnih vrstah prikazovanje vključuje vizualna znamenja, ki lahko vključujejo zavzemanje položajev ali ritualno prikazovanje, medtem ko so pri samotarskih vrstah pomembni slušni znaki, kot je globoko brnenje grenčic. Izjema je čaplja, ki se pari stran od gnezdišča. Ko se združijo, nadaljujejo z gradnjo gnezda pri skoraj vseh vrstah, čeprav pri mali in najmanj grenčici na gnezdu dela samo samec.
Nekateri ornitologi so poročali, da so opazovali samice čapljic, ki so se navezale na impotentne partnerje, nato pa iskale spolno zadovoljstvo drugje.
Gnezda čaplje so običajno v bližini ali nad vodo. Čeprav so bila gnezda nekaterih vrst najdena na tleh, kjer ni na voljo ustreznih dreves ali grmovnic, so običajno postavljena v rastlinje. Drevesa uporabljajo številne vrste in tukaj so lahko postavljena visoko od tal, medtem ko lahko vrste, ki živijo v trstičjih, gnezdijo zelo blizu tal.
Na splošno čaplje izležejo od tri do sedem jajc. O večjih leglih poročajo pri manjših grenčicah in redkeje pri nekaterih večjih dnevnih čapljah, pri nekaterih tigrastih čapljah pa poročajo o leglih z enim jajcem. Velikost legla se razlikuje glede na zemljepisno širino znotraj vrste, pri čemer posamezniki v zmernem podnebju odložijo več jajčec kot tropski. V celoti so jajca bleščeče modra ali bela, izjema so velike grenčice, ki odlagajo olivno rjava jajčeca.